# Miami Sol
Miami Sol fue un equipo de baloncesto femenino estadounidense con sede en la ciudad de Miami, y que compitió en la WNBA, la liga profesional femenina. Era el equipo hermano de Miami Heat, el equipo masculino profesional de la ciudad que compite en la NBA. En 2002 el equipo desapareció debido a problemas financieros.

## Trayectoria
Nota: G: Partidos ganados P:Partidos perdidos %:porcentaje de victorias
| Temporada | G  | P  | %    | Play-offs                                         |
| --------- | -- | -- | ---- | ------------------------------------------------- |
| 2000      | 13 | 19 | .406 |                                                   |
| 2001      | 20 | 12 | .625 | Pierde en semifinal de conferencia (New York 2-1) |
| 2002      | 15 | 17 | .469 |                                                   |